# Pneumodermopsis
Pneumodermopsis is een geslacht van weekdieren uit de klasse van de Gastropoda (slakken).

## Soorten
- Pneumodermopsis brachialis Minichev, 1976
- Pneumodermopsis canephora Pruvot-Fol, 1924
- Pneumodermopsis ciliata (Gegenbaur, 1855)
- Pneumodermopsis macrochira Meisenheimer, 1905
- Pneumodermopsis macrocotyla Zhang, 1964
- Pneumodermopsis michaelsarsi Bonnevie, 1913
- Pneumodermopsis minuta Pelseneer, 1887
- Pneumodermopsis paucidens (Boas, 1886)
- Pneumodermopsis polycotyla (Boas, 1886)
- Pneumodermopsis pupula Pruvot-Fol, 1926
- Pneumodermopsis simplex (Boas, 1886)
- Pneumodermopsis spoeli Newman & Greenwood, 1988
- Pneumodermopsis teschi van der Spoel, 1973